# Miechów (gmina)
Miechów – gmina miejsko-wiejska w województwie małopolskim, w powiecie miechowskim. W latach 1975–1998 gmina położona była w województwie kieleckim.
Siedziba gminy to Miechów.
Według danych z 30 czerwca 2004 gminę zamieszkiwało 19 949 osób.

## Struktura powierzchni
Według danych z roku 2002 gmina Miechów ma obszar 148,4 km², w tym:
- użytki rolne: 88%
- użytki leśne: 5%

Gmina stanowi 21,93% powierzchni powiatu.

## Demografia

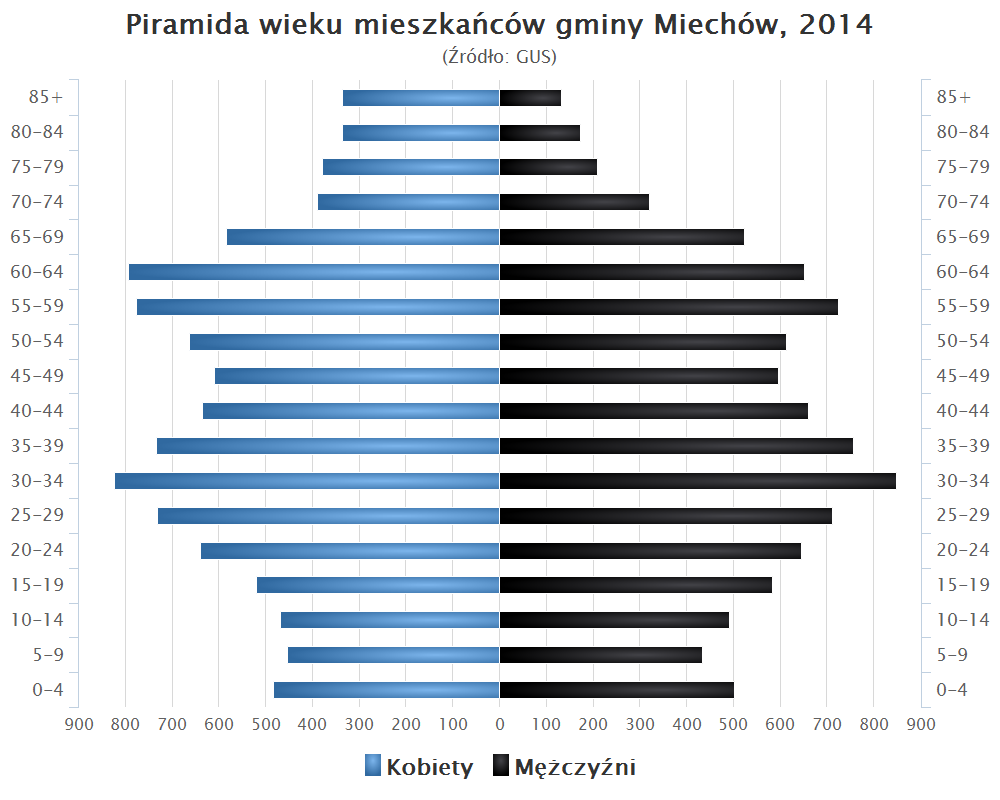
Piramida wieku mieszkańców gminy Miechów w 2014 roku

Dane z 30 czerwca 2004:
| Opis                              | Ogółem | Ogółem | Kobiety | Kobiety | Mężczyźni | Mężczyźni |
| --------------------------------- | ------ | ------ | ------- | ------- | --------- | --------- |
| jednostka                         | osób   | %      | osób    | %       | osób      | %         |
| populacja                         | 19 949 | 100    | 10 350  | 51,9    | 9599      | 48,1      |
| gęstość zaludnienia (mieszk./km²) | 134,4  | 134,4  | 69,7    | 69,7    | 64,7      | 64,7      |

## Sołectwa
Biskupice, Bukowska Wola, Brzuchania, Celiny Przesławickie, Dziewięcioły, Falniów, Falniów-Wysiołek, Glinica, Jaksice, Kalina-Lisiniec, Kalina Mała, Kalina-Rędziny, Kamieńczyce, Komorów, Nasiechowice, Parkoszowice, Podleśna Wola, Podmiejska Wola, Pojałowice, Poradów, Przesławice, Pstroszyce Drugie, Pstroszyce Pierwsze, Siedliska, Sławice, Strzeżów Drugi, Strzeżów Pierwszy, Szczepanowice, Widnica, Wielki Dół, Wymysłów, Zagorzyce, Zapustka, Zarogów.

## Pozostałe miejscowości
Parcelacja, Podleśna Wola Górna, Stare Lisiny.

## Religia
- Kościół rzymskokatolicki: 5 parafii
- Świadkowie Jehowy: dwa zbory[4][5]

## Sąsiednie gminy
Charsznica, Gołcza, Książ Wielki, Racławice, Radziemice, Słaboszów, Słomniki